# Pedreira (São Paulo)
Pedreira es un municipio brasileño del estado de São Paulo. Se localiza a una latitud 22º44'31" sur y a una longitud 46º54'05" oeste, estando a una altitud de 584 metros sobre el nivel del mar. Su población estimada en 2010 era de 41.549 habitantes.

## Geografía
Área Territorial: 110 km²
Fuente: IBGE
Año de Instalación: 1896
Microrregión: Campinas
Mesorregión: Pedreira
Altitud de la Sede: 590 m
Distancia a la Capital: 93,5661Km
Fuente: Atlas de Desarrollo Humano/PNUD

### Demografía
Datos del Censo - 2008
Población total: 79.219
- Urbana: 62.003
- Rural: 17.087
- Hombres: 35.458
- Mujeres: 35.761

Densidad demográfica (hab./km²): 321,05
Mortalidad infantil hasta 1 año (por mil): 12,21
Expectativa de vida (años): 73,30
Tasa de fertilidad (hijos por mujer): 2,09
Tasa de alfabetización: 93,01%
Índice de Desarrollo Humano (IDH-M): 0,810
- IDH-M Salario: 0,757
- IDH-M Longevidad: 0,805
- IDH-M Educación: 0,869

(Fuente: IPEAFecha)

### Hidrografía
- Río Jaguari

### Carreteras
- SP-95

## Administración
- Prefecto: Hamilton Bernardes Júnior(2009/2012)
- Viceprefecto: Antonio Ganzarolli Hijo
- Presidente de la cámara: Flávio Ferraz Avezum(2011/2012)

## Religión
El Cristianismo está presente en la ciudad de la siguiente manera:

### Iglesia Católica
La iglesia católica del municipio forma parte de la Diócesis de Amparo.

### Iglesia Protestante
En la ciudad están presentes las más diversas creencias evangélicas, principalmente pentecostales, incluidas las Asambleas de Dios de Brasil (la iglesia evangélica más grande del país), Congregación Cristiana, entre otras. Estas denominaciones están creciendo cada vez más en todo Brasil.